# 大村発電所
大村発電所（おおむらはつでんしょ）は、長崎県大村市にあった九州電力の火力発電所。現在この跡地は大村メガソーラー発電所となっている。

## 概要
1957年に1号機が運転を開始、2号機までが建設された。当初は石炭専焼だったが、のちに重油専焼に転換、さらに2号機についてはオイルショック後に石炭専焼へ再転換した。
その後、老朽化に伴い廃止された。

## 廃止された発電設備
- 総出力：22.2万kW

1号機（廃止）
定格出力：6.6万kW
使用燃料：重油（1972年に石炭より転換）
営業運転期間：1957年8月11日 - 1983年4月1日（1976年10月29日より長期計画停止）
2号機（廃止）
定格出力：15.6万kW
使用燃料：石炭（石炭、重油を経て再転換）
営業運転期間：1964年8月20日 - 2004年3月31日（2002年7月19日より長期計画停止）